# Valea Dulce, Prahova
Valea Dulce este un sat în comuna Podenii Noi din județul Prahova, Muntenia, România. Conform recensământului organizat în anul 2010 , populația satului Valea Dulce este de aproximativ 1.000 persoane.
Principala activitate a locuitorilor este agricultura,însă aceasta nu este singura practicată.
Satul Valea Dulce face parte din comuna Podenii Noi , alături de alte sate : Ghiocel,Mehedința,Nevesteasca,Podu lui Galben,Popești,Rahova,Sălcioara,Sfăcăru .
 Acest articol despre o localitate din județul Prahova este deocamdată un ciot. Puteți ajuta Wikipedia prin completarea lui.